# Jordi Bianciotto
Jordi Bianciotto i Clapés (Barcelona, 8 de octubre de 1964) es un periodista y crítico musical catalán. Autor de numerosas biografías y libros relacionados con el ámbito del pop-rock, es crítico de El Periódico de Catalunya desde 1995, y escribe habitualmente en las publicaciones Rockdelux y Enderrock. 
Colaborador de la Gran Enciclopedia Catalana, el diario en línea Nació Digital y el programa radiofónico El món a RAC1.   
En 1989 comenzó a escribir en la publicación musical Popular 1. Posteriormente colaboró en Diari de Barcelona, La Vanguardia y Avui. Su firma ha pasado por revistas como Cultura (editada por el Departamento de Cultura y Medios de Comunicación de la Generalidad de Cataluña), CNR, Efe Eme, Factory, Fantastic Magazine, Nativa, El Temps, Ritmos del Mundo, Woman y otras. Colabora en el programa radiofónico El món a RAC1. Fue asesor musical de la serie televisiva Pets & Pets, producida por el Institut de Cinema Català para TV3, y del ciclo De Prop, organizado por Caixa Catalunya en La Pedrera, Barcelona. Fue guionista del programa Música moderna, de Barcelona Televisió. Ha sido miembro del jurado de los premios Altaveu Frontera (San Baudilio de Llobregat) y Puig-Porret (del Mercat de Música Viva de Vic), así como del ciclo En Ruta (AIE) y de los premios de canción de autor Barnasants. En 2020 obtuvo un premio ARC (Associació Professional de Representants, Promotors i Mànagers de Catalunya) por "haber dado voz a las iniciativas musicales realizadas durante la pandemia".
Es autor de los libros de memorias de la cantante mallorquina Maria del Mar Bonet (2017) y del dúo catalán Estopa (2020), y del texto de los libretos de los boxsets antológicos de Christina Rosenvinge (Un caso sin resolver, Warner, 2011) y Joan Manuel Serrat (Discografia, Sony Music, 2018). Coguionista, conjuntamente con el director, Joan López Lloret, del documental Maria del Mar, alrededor de Maria del Mar Bonet, coproducido por Som Batabat y Televisió de Catalunya, y emitido por el espacio Sense Ficció, de TV3, en 2019. En 2022 fue comisario, junto con Hortènsia Galí, de la exposición Jordi Sierra i Fabra. 50 Anys creant històries, sobre este escritor barcelonés, en el Palacio Robert, de Barcelona. 

## Obras
- 1994 Pink Floyd. Welcome to the machine (Ed. La Máscara; traducido al francés, italiano y portugués)
- 1995 Nirvana (Ed. La Máscara)
- 1996 Björk (Ed. La Máscara; traducido al francés, italiano y portugués)
- 1996 Pixies. Planet of Sound (Ed. La Máscara; traducido al francés, italiano y portugués)
- 1997 Jimi Hendrix (La Máscara)
- 1997 PJ Harvey (La Máscara; traducido al francés, italiano y portugués)
- 1997 La censura en el rock (Ed. La Máscara)
- 1998 Neil Young, con Conxita Parra (Ed. La Máscara)
- 1998 La gran guía del rock en CD (La Máscara)
- 1999 Cadáveres bien parecidos, actualización del libro originalmente publicado por Jordi Sierra i Fabra (Ed. La Máscara; traducido al francés: La fureur de mourir)
- 2000 La revolución sexual del rock (La Máscara)
- 2000 Abba. Planeta kitsch (Ed. La Máscara)
- 2005 Bob Dylan, actualización del libro originalmente publicado por Jordi Sierra i Fabra (Ed. Folio, 2005)
- 2008 El fenomen Springsteen, en catalán, con Mar Cortés y Josep Antoni Vilar (Ed. Ara Llibres)
- 2008 Guía universal del rock. De 1990 hasta hoy (Ed. Robinbook)
- 2008 Altaveu, 20 Anys, en catalán (libro-disco, Ed. Altaveu)
- 2009 Guía universal del rock. De 1970 a 1990 (Ed. Robinbook)
- 2010 El FIMPT de Vilanova i La Geltrú: bressol dels festivals, en catalán (libro-disco con Ferran Riera (Ed. FIMPT)
- 2011 Guía universal del rock. De 1954 a 1970 (Ed. Robinbook)
- 2011 Bruce Springsteen en España, con Mar Cortés (Ed. Quarentena)
- 2013 Deep Purple. La saga (Ed. Quarentena)
- 2014 Pablo Alborán. Mil secretos que contarte (Ed. Grijalbo)
- 2014 501 cançons catalanes que has d'escoltar abans de morir, en catalán (Ed. Ara Llibres)
- 2017 Maria del Mar Bonet, intensament, en catalán (Ed. Ara Llibres)
- 2018 Maria del Mar Bonet, intensidades (Ed. Milenio)
- 2019 Discmedi, 30 Anys, en catalán (Ed. Grup Enderrock)
- 2020 El libro de Estopa (Ed. Espasa-Planeta)

## Obras colectivas
- 2004 Teen Spirit. De viaje por el pop independiente (Ed. Mondadori, Reservoir Books). Con Quim Casas, Juan Manuel Freire, Luis Lles y Oriol Rossell; coordinado por Javier Blánquez y Omar Morera
- 2009 Más es más. Sociedad y cultura en la España democrática, 1986-2008 (Ed. Vervuert-Iberoamericana). Con Vladimir de Semir, Carles Geli y Sergi Sánchez. Editado por Jordi Gracia y Domingo Ródenas de Moya
- 2012 Bruce Springsteen. De 'Greetings from Asbury Park' a la tierra prometida (Ed. Random House Mondadori). Edición de Magela Ronda, con Manel Fuentes, Fernando Navarro, Salva Trepat, Javier Pérez de Albéniz, Ignacio Julià, Nando Cruz y otros.
- 2018 Història musical del Palau (1908-2018), en catalán (Ed. Huygens). De Pere Andreu Jaroid, con Joan Anton Cararach, Maricel Chavarría, Ana María Dávila, Maricarmen Palma y otros.